# Avanguardia della Gioventù Rossa
L'Avanguardia della Gioventù Rossa (in russo Авангард красной молодёжи?, Avangard krasnoj molodëži) è un'associazione giovanile comunista russa. Il sito internet ufficiale la descrive come un'"organizzazione giovanile indipendente all'interno della scena politica nazionale russa". Il suo "territorio d'azione" è la Russia, che secondo l'AKM è ancora "il cuore e l'anima dell'Unione Sovietica". L'AKM fa parte del Fronte di Sinistra e la sua ideologia ufficiale è il marxismo-leninismo. Il leader de facto dell'organizzazione è Sergej Udal'cov, più volte arrestato per aver guidato delle manifestazioni di protesta contro Vladimir Putin.
Il nome dell'organizzazione è un acrostico di AKM, un modello del celebre fucile d'assalto Kalašnikov. L'intera struttura organizzativa usa frequentemente il gergo militare, con battaglioni e brigate. Numerose città ospitano delle squadre, e più squadre costituiscono un battaglione. Al momento i battaglioni sono presenti a Mosca e a San Pietroburgo.
Il 3 marzo 2007 l'AKM ha preso parte alla marcia di protesta anti-governativa di San Pietroburgo, una delle maggiori manifestazioni di opposizione dalla fine dell'Unione Sovietica. Ha organizzato anche dozzine di manifestazioni minori e ha partecipato a proteste violente, terminate spesso con scontri con la polizia.
Nell'ottobre 2008 l'AKM è entrato nel Fronte di Sinistra, una federazione di gruppi marxisti e anarchici.